# Глатмен, Харви
Ха́рви Мю́ррей Гла́тмен (англ. Harvey Murray Glatman; 10 декабря 1927, боро Бронкс, Нью-Йорк, США — 18 сентября 1959, тюрьма Сан-Квентин, штат Калифорния, США) — американский серийный убийца.

## Биография
Родился в Бронксе 10 декабря 1927 года. В подростковом возрасте у Глатмена стали проявляться сексуальные отклонения. Он мастурбировал и достигал оргазма, затягивая себе шею верёвкой, привязанной к балке чердака. Семейный врач заверял мать Глатмена, что со временем у сына пройдёт это ненормальное пристрастие. Но шли годы, а Глатмена по-прежнему преследовали извращённые фантазии.
Первое убийство Глатмен совершил в 1957 году. Представившись профессиональным фотографом, он предложил молодой девушке Джудит Далл поместить её фотографии на обложку детективного журнала. Это было весьма популярно в конце 1950-х годов. На таких обложках обычно изображались связанные и беспомощные девушки, и модели позволяли Глатмену делать с ними это и даже затыкать им рот кляпом. Кроме того, девушку убедила совершенно невинная внешность Глатмена.
Сфотографировав женщину, Глатмен изнасиловал её под угрозой пистолета и снова начал фотографировать, наслаждаясь испуганным видом жертвы. Затем он задушил её веревкой и выбросил труп в пустынное место. Таким способом Глатмен убил двух других девушек. Он собирался совершить четвёртое убийство. Когда Глатмен навёл на неё пистолет (ещё в автомобиле), девушка бросилась на него, вырвала оружие и держала преступника на прицеле до прибытия полиции. Таким образом Глатмен был арестован.
На допросе Глатмен признался во всех трёх убийствах. После трёхдневного суда в ноябре 1958 года он был признан виновным и приговорён к смертной казни. Выслушав смертный приговор, он сказал: «Всё правильно. Я знал, что так и будет». Харви Глатмен был казнён в газовой камере 18 сентября 1959 года.

### Четвёртая жертва?
Тело неизвестной девушки, получившей прозвище «Джейн Доу из Боулдера» (англ. Boulder Jane Doe), было обнаружено в 1954 году в той же местности, где Глатмен избавлялся от своих жертв. Лицо убитой было до неузнаваемости изуродовано. На протяжении 50 лет её личность установить не удавалось. В 2004 году после проведения эксгумации полиция пришла к выводу, что, скорее всего, это была исчезнувшая в то же время лифтёрша Катарина Фэрранда Дайер. Но вскоре выяснилось, что в середине 1950-х годов женщина по личным причинам покинула свой дом, а в 1963 году эмигрировала в Австралию, где и проживала последние десятилетия.
В 2009 году личность Джейн Доу из Боулдера  была, наконец, установлена благодаря анализу ДНК. Ею оказалась Дороти Гей Говард, 18-летняя девушка, которая исчезла из своего дома в Фениксе. Харви Глатмен остаётся главным подозреваемым в деле о её убийстве.